# An XIV
XVIIIe siècle |
XIXe siècle  |
XXe siècle
Années 1780 | Années 1790 | Ère républicaine | Années 1800 | Années 1810
an I | an II | an III | an IV | an V | an VI | an VII | an VIII | an IX | an X | an XI | an XII | an XIII | an XIV | 1806
L'an XIV du calendrier républicain aurait dû correspondre aux années 1805 et 1806 du calendrier grégorien. 
Mais il n'a en fait duré qu'un peu plus de 3 mois (100 jours exactement), du 1er vendémiaire (23 septembre 1805) au 10 nivôse (31 décembre), avant la restauration du calendrier grégorien en France le 1er janvier 1806 à 0h00.

## Événements
- 28 vendémiaire (20 octobre 1805) : victoire de Napoléon à Ulm, l'armée du général autrichien Mack est faite prisonnière.
- 29 vendémiaire (21 octobre) : défaite de l'amiral Pierre de Villeneuve face à Horatio Nelson à Trafalgar. L'amiral britannique défait la flotte franco-espagnole mais meurt pendant la bataille, après une lente agonie à la suite d'une blessure occasionnée par une balle de mousquet française.
- 25 brumaire (16 novembre) : bataille d'Hollabrunn.
- 11 frimaire (2 décembre) : victoire de Napoléon Ier à Austerlitz, contre la coalition austro-russe.
- 5 nivôse (26 décembre) : paix de Presbourg fin de la troisième coalition.
- 11 nivôse (1er janvier 1806) : abandon du calendrier républicain en France et retour au calendrier grégorien.

## Concordance
| 1er vendémiaire | 23 septembre |
| 8 vendémiaire   | 30 septembre |
| 9 vendémiaire   | 1er octobre  |
| 30 vendémiaire  | 22 octobre   |
| 1er brumaire    | 23 octobre   |
| 9 brumaire      | 31 octobre   |
| 10 brumaire     | 1er novembre |
| 30 brumaire     | 21 novembre  |
| 1er frimaire    | 22 novembre  |
| 9 frimaire      | 30 novembre  |
| 10 frimaire     | 1er décembre |
| 30 frimaire     | 21 décembre  |
| 1er nivôse      | 22 décembre  |
| 10 nivôse       | 31 décembre  |